# Piero Taruffi
Piero Taruffi (n. 12 octombrie 1906, Albano Laziale, Lazio, Regatul Italiei – d. 12 ianuarie 1988, Roma, Italia) a fost un pilot de Formula 1. De-a lungul carierei a luat startul în 18 curse, niciuna din pole-position. A câștigat 1 cursă și a terminat de 5 ori pe podium, acumulând 41 puncte în întreaga activitate ca pilot de Formula 1.